# Артаван (Арагацотн)
Артава́н (арм. Հարթավան) — село на востоке Арагацотнской области, Армения.

## География
Село расположено в 22 км к северу от города Аштарака и в 16 км к юго-востоку от города Апарана. В 2 км к западу расположено село Шенаван, в 5 к северу расположено село Кучак, в 7 км к северо-востоку расположена дамба Апаранского водохранилища на реке Касах. В 8 км к юго-востоку расположено село Еринджатап, в 6 км к югу расположено село Апнагюх, а в 6 км к юго-западу расположено село Араи (Ара).

## Достопримечательности
В селе расположены:
- Церковь Аствацнкал, V—XIII века[источник не указан 613 дней];
- Часовня, XIII век[2][3].

## Выдающиеся уроженцы
- Хачатрян, Рафик Гарегинович — скульптор.

## Климат
Климат сухой и жаркий.

## Обстановка
10 октября 2008 года в результате града, продолжавшегося около полутора часов, пострадали плодовые деревья в селах Артаван и Шенаван.